# Diadelia subfasciata
Diadelia subfasciata är en skalbaggsart som först beskrevs av Jordan 1894.  Diadelia subfasciata ingår i släktet Diadelia och familjen långhorningar.
Artens utbredningsområde är Gabon. Inga underarter finns listade i Catalogue of Life.